# Рогоз Цвелёва
Рого́з Цвелёва (лат. Tȳpha tzvelēvii) — вид однодольных растений рода Рогоз (Typha) семейства Рогозовые (Typhaceae).
Растение впервые описано в 2002 году российским ботаником Е. В. Мавродиевым. Вид назван в честь российского ботаника Николая Николаевича Цвелёва.

## Распространение
Эндемик Приморского края (Россия). Типовой экземпляр собран неподалёку от села Новосельское (Спасский район).

## Экология
Предпочитает влажные места.